# 迪加史卓普
迪加史卓普（荷蘭語：De Graafschap）是位於荷蘭杜廷赫姆的一間足球會，現於荷蘭乙組足球聯賽作賽。成立於1954年2月1日，以维杰尔伯格球场（De Vijverberg）為主場球場。
2014–15球季在荷蘭乙組足球聯賽排第6名，其後在附加賽中取得升班資格。2015–16球季在蘭甲角逐。球衣贊助商為Adidas。宿敵為純特。2015–16球季在荷甲排第17位降班。2017-18球季再次成功爭取升班。
2018–19球季在荷蘭甲組足球聯賽排第17名，其後在附加賽中失利，再次降班。

## 外部連結
- http://www.degraafschap.nl/ （页面存档备份，存于）
- http://www.superboeren.nl/ （页面存档备份，存于）